# 75 Девы
75 Де́вы (лат. 75 Virginis) — кратная звезда в созвездии Девы на расстоянии приблизительно 1018 световых лет (около 312 парсек) от Солнца.

## Характеристики
Первый компонент (HD 117789) — оранжевый гигант спектрального класса K0, или K1III, или K1,5IIIb. Визуальная звёздная величина звезды — +5,536m. Масса — около 2,679 солнечной, радиус — около 27,305 солнечного, светимость — около 202,247 солнечной. Эффективная температура — около 4837 K.
Второй компонент — коричневый карлик. Масса — около 78,81 юпитерианской. Удалён в среднем на 2,077 а.е..
Третий компонент. Масса — около 0,25 солнечной. Удалён в среднем на 13 а.е..
Четвёртый компонент (WDS J13329-1522B). Визуальная звёздная величина звезды — +12,96m. Удалён на 87 угловых секунд.
Пятый компонент (WDS J13329-1522C). Визуальная звёздная величина звезды — +13,5m. Удалён на 17,3 угловой секунды.